# Молва (газета, 1879—1881)
Молва́ — русская ежедневная газета, издававшаяся в Санкт-Петербурге в 1879—1881 году.

## История
В 1874 году газета «Биржевые ведомости» была приобретена российским инженером В. А. Полетика, решившим заняться издательской деятельностью. Смена собственника привела к усилению оппозиционной направленности некогда экономической газеты, издание получало неоднократные предупреждения со стороны цензуры.
Цензурные запреты вынудили в 1879 году издателя преобразовать «Биржевые ведомости» в газету с новым названием — «Молва».
Кроме В. А. Полетики, активно боровшегося с господствовавшим тогда в печати фритредерским настроением, на страницах издания появлялись статьи Э. К. Ватсона, А. Н. Плещеева, Д. Д. Минаева, Ф. Ф. Воронова, В. Ф. Корша и многих других сотрудников «Санкт-Петербургских ведомостей», традиций которых газета старалась придерживаться.
В марте 1881 года газета была закрыта на месяц, по истечении которого издание газеты не возобновилось.